# カダフィ・ジャンジャラーニ
カダフィ・アブバカル・ジャンジャラーニ（タガログ語：Khadaffy Abubakar Janjalani、1975年3月3日 - 2006年9月4日）は、フィリピンのイスラーム主義組織アブ・サヤフの指導者。アメリカ合衆国が、FBIの最重要指名手配テロリストの一人として行方を追っていたが、2006年9月4日にフィリピン軍との銃撃戦で死亡した。

## 関連
- ジェマ・イスラミア